# Vredesbord

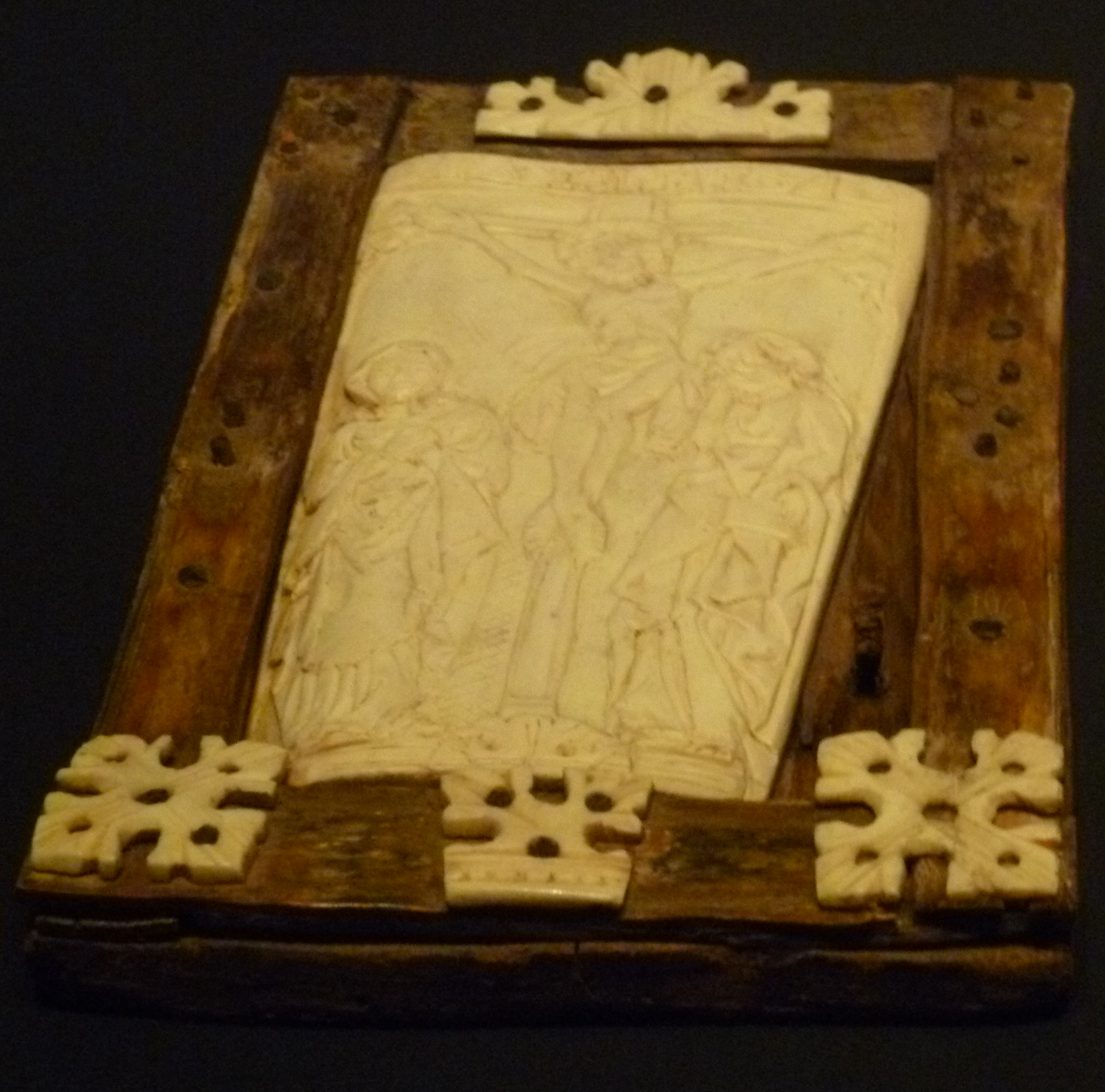
Laatmiddeleeuws vredesbord (IJsland)

Het vredesbord of de vredestafel was in de laatmiddeleeuwse eucharistieviering in gebruik. De priester en de gelovigen gaven elkaar de vredeskus via het vredesbord. Vergelijkbaar hiermee is het paxtafeltje. Deze benaming wordt eerder in Latijnse landen en onder invloed daarvan ook in Vlaanderen gebruikt.
Vanaf circa 600 n.Chr. was het in de rooms-katholieke eredienst gewoonte dat na het uitspreken van het gebed 'Agnus Dei' de gelovigen elkaar een zogenaamde vredeskus gaven. Deze kus had als doel de onderlinge vrede tussen de gelovigen te bevestigen. Hij wordt tevens beschouwd als het symbool van de pax ritualis, de vrede van de gelovigen met God door Christus.
In de dertiende eeuw werd de directe mondkus vervangen door een kus op het zogenaamde vredesbord of vredestafel door alle aanwezige parochianen. Als eerste kusten de priester en de diakenen het vredesbord. Daarna werd het vredesbord doorgegeven aan de gelovigen in de kerk. De volgorde waarin de gelovigen het vredesbord mochten kussen, was afhankelijk van de sociale status van de gelovige.